# Gerolamo Mengozzi Colonna
Gerolamo Mengozzi Colonna (1688-Venecia, 27 de octubre de 1774) fue un pintor italiano, especializado en la técnica de la quadratura al fresco. 

## Biografía
Nacido en Ferrara, Gerolamo fue alumno de los pintores de perspectivas arquitectónicas Antonio Felice Ferrari y Francesco Scala en Emilia-Romagna. Se mudó a Venecia en 1716, donde colaboró durante cuatro décadas con Giovanni Battista Tiepolo y su hijo Giandomenico. 
En 1716 firmó un contrato con Mattia Bortoloni para decorar al aire libre la Villa Cornaro en Piombino Dese para el patricio Andrea Cornaro. Se presume que los dos artistas colaboraron en la decoración de la sala octogonal de Villa Morosini Vendramin Calergi en Fiesso Umbertiano. 
La primera colaboración de Mengozzi con Tiepolo fue la decoración de la sala en el primer piso (1719-1720) de Villa Baglioni en Massanzago, que representa el Mito de Faetón en las paredes y el Triunfo de Aurora en el techo. Esta fue seguida por la Apoteosis de santa Teresa (1724-1725) en la bóveda de una capilla de la iglesia de Santa Maria degli Scalzi. También colaboró con Tiepolo en pinturas para la iglesia de los capuchinos en el sestiere de Castello. En estas colaboraciones Mengozzi realizó las quadraturas o vistas arquitectónicas pintadas y Tiepolo pintó las figuras. 
En 1726, trabajó con Tiepolo en la galería del palacio del arzobispo y en la capilla del Santo Sacramento en la catedral de Udine. Este trabajo fue encargado por el patricio Dionisio Dolfin. Las escenas con frescos como: Sueño de Jacob, Sacrificio de Isaac, Hagar en el Desierto, Raquel y los ídolos, Abraham y los ángeles y Sara y el ángel se completaron en colaboración con Mengozzi.
Junto con Tiepolo, Mengozzi ayudó a decorar el Palazzo Labia veneciano en 1745-1747. El techo representa a Belerofonte cabalgando a Pegaso en vuelo hacia la Gloria y la Eternidad, mientras que las paredes están pintadas al fresco con la Reunión y el Banquete de Antonio y Cleopatra.  La quadratura pintada enmarca las escenas.
Durante la mayor parte del periodo comprendido entre 1720 y 1743, Mengozzi fue miembro del gremio de pintores venecianos. Viajó a Roma en 1724. Ingresó en la Academia de San Lucas, en la que dio lecciones de perspectiva en 1725-26. Al regresar a Venecia en 1727 fue admitido como miembro de la recién creada Academia de Bellas Artes de Venecia, de la que en 1766 fue profesor. 
Entre 1728 y 1733 también trabajó como diseñador escénico, un trabajo común a los cuadraturistas. Pintó escenarios para los teatros de San Samuele y de San Giovanni Grisostomo. En 1749-1750 trabajó también en el Teatro Regio en Turín. Colaboró en la decoración del Pabellón de caza de Stupinigi. 
Mengozzi también colaboró con el hijo de Giovanni Battista, Giandomenico Tiepolo. En 1754 completó la perspectiva arquitectónica para unas escenas llenas de figuras de Giandomenico en la iglesia de Santi Faustino e Giovita en Brescia. En 1757, con Tiepolo padre e hijo, pintó las paredes del Palazzo Valmarana en Vicenza. Más tarde ese mismo año, colaboró con el anciano Tiepolo en la decoración de ciertos salones en Ca 'Rezzonico. En el Palazzo Rezzonico, Tiepolo y Mengozzi fueron encargados de decorar las habitaciones para la boda de Luis y Faustina Savorgnan. En el techo de la sala de bodas, se ve a la pareja transportada en el carro de Apolo, dibujado con cuatro caballos blancos, la pareja precedida por Cupido con los ojos vendados y rodeada de figuras alegóricas: las tres Gracias, Fama, Sabiduría, portando la bandera del Mérito con los brazos heráldicos de la familia Rezzonico y Savorgnan. Una vez más, Tiepolo hizo las figuras mientras que Mengozzi enmarcó las escenas. En la Sala del Trono, representaron el Triunfo del Mérito, que asciende al templo de la Gloria. Entre 1760 y 1762, Mengozzi y el anciano Tiepolo colaboraron en la Gloria de la familia Pisani en el techo de la sala central en Villa Pisani en Stra. 
Con el  viaje de Tiepolo a España en 1762, Mengozzi comenzó a colaborar con Jacopo Guarana, alumno de Tiepolo, en la capilla del palacio ducal. Además, el hijo de Mengozzi, Agostino (Venecia, c. 1725-1792), también llegó a ser un conocido cuadraturista.  Entre sus alumnos estuvo Giovanni Giacomo Monti.